# Rafqa Pietra Choboq Ar-Rayès
Rafqa Pietra Choboq Ar-Rayès (Árabe: رفقا بطرسيّة شبق ألريّس) nasceu aos 29 de junho de 1832 na cidade de Himlaya, distante uns 30 km de Beirute, capital do Líbano e faleceu aos 23 de março de 1914 no Mosteiro de São José em Jrabta (na região do Monte Líbano) e distante aproximadamente 54 km de Beirute. Também conhecida como Santa Rafka, é uma santa católica maronita libanesa canonizada pelo Papa João Paulo II em 10 de junho de 2001.

## Infância e Juventude
Nascida no dia de São Pedro e São Paulo, foi batizada aos 07 de julho de 1832, tendo recebido o nome de "Boutroussieh", cuja tradução aproximada seria "Petra" ou "Petrina" (feminino de Pedro). Era filha única do casal Mourad Saber al-Choboq al-Rayès e de Rafqa Gemayel. Sua mãe, faleceu em 1839, quando ela tinha apenas 6 anos de idade. Seu pai, em situação de penúria,  mandou-a para Damasco, na Síria, em 1843, para servir como empregada doméstica na casa de uma família amiga, os El Badawi, de origem libanesa. Quando voltou para ao Líbano, em 1847, Boutroussieh já tinha 14 anos de idade, e seu pai havia voltado a casar-se.
Considerada bonita, de boa índole, humilde e piedosa, sua família procurou arranjar-lhe um casamento, tendo recebido duas propostas: uma de sua tia materna, para que se casara com seu filho, primo de Boutroussieh; e outra de sua madrasta, para que se casara com seu irmão, cunhado de seu pai. O conflito entre as duas mulheres foi franco e aberto. No entanto, Boutroussieh já havia feito sua escolha: queria abraçar a vida religiosa.

## Vida Religiosa
Ajudada pelo padre Joseph Gemayel, Rafqa entrou como aspirante na "Congregação das Filhas de Maria da Imaculda Conceição" (em francês Mariamettes) em 1º de janeiro de 1853, aos 21 anos, na cidade de Bikfaya. Em 09 de fevereiro de 1855, festa de São Marun, iniciou o seu noviciado na cidade de Ghazir, quando escolheu o nome religioso de Anissa (Inês em árabe). Fez seu primeiros votos no ano seguinte, em 1856, e aos 19 de junho de 1862 fez seus votos perpétuos. Como monja foi enviada para o recém fundado seminário jesuíta, também em Ghazir, onde serviu como cozinheira. Seguiu então para Deir el Qamar, onde os conflitos entre cristãos e drusos eram abertos e lá ficou por um ano. No ano seguinte ensinou em Jbeil (a antiga Biblos) e depois passou sete anos seguidos (1864-1871) no povoado de Ma'ad (também na região de Jbeil - Biblos) dando aulas de instrução cristã à população.
No entanto, a "Congregação das Filhas de Maria da Imaculada Conceição" dissolveu-se em 1871. Apesar da insistência do chefe local, Antoun Issa, que ela ficasse em Ma'ad, Rafqa decidiu ingressar na Ordem Baladita (que, junto à Ordem dos Alepianos e à Ordem dos Antoninos, forma a tríade das três mais importantes ordens monásticas do Líbano). Foi inicialmente para o mosteiro de São Simão de Al-Qarn; em 12 de julho de 1871 iniciou novamente o seu noviciado. Professou novamente seu votos perpétuos em 25 de agosto de 1873 mas, desta vez, escolheu para nome religioso o nome de sua mãe, Rafqa ("Rebeca" em árabe) e ficou no mosteiro até 1897.

## Sofrimentos e Fé
Em 1885, Rafqa foi acometida de sérias dores de cabeça. Acompanhada por uma irmã a Trípoli, foi ao médico, onde constatou-se um grave dano ao nervo óptico. Depois de jorrar pus por mais de um mês, foi perdendo progressivamente a visão: primeiro o olho esquerdo, depois o direito, até que ambos começaram a sangrar.
Já em 1897, extremamente debilitada, deixou o mosteiro de São Simão Al-Qarn indo primeiramente para o mosteiro das Irmãs da Caridade (Ordem Libanesa) e depois para o mosteiro de São Elias, na cidade el El-Rass. Por fim, seguiu para o mosteiro de São José de Jrabta (em Batroun) acompanhada pela também enferma Irmã Úrsula Doumit, que ela conhecera em Ma'ad, onde passaria seus momentos finais

## Momentos Finais
Já completamente cega, com uma paralisação progressiva dos membros a partir de 1907, Rafqa esperou humildemente sua morte. Três dias antes de falecer, disse: "Eu não tenho medo da morte que tanto esperei. Deus me fará viver através de minha morte". Aos 23 de março de 1914, log após receber a Unção dos Enfermos e a Eucaristia, Rafqa entregou sua alma a Deus. Tinha então 82 anos.

## Beatificação e Canonização
Em 09 de junho de 1984, Vigília de Pentecostes, na presença de Sua Santidade, o Papa João Paulo II, foi aprovado um decreto tendo em vista o milagre relativo a Elizabeth Ennakl, que foi completamente curada de um câncer uterino após visitar o túmulo de Rafqa, ainda no ano de 1938. 
Em 16 de novembro de 1985 o mesmo Papa João Paulo II beatificou-a e em 10 de junho de 2001, canonizou-a na Praça de São Pedro, em Roma.